# Браила
Браила (рум. Brăila, буг. Браила, тур. Ibrail) град је у Румунији. Она се налази на истоку земље, у историјској покрајини Влашка. Браила је управно средиште истоименог округа Браила.
Браила се простире се на 40,7 km² и према последњем попису из 2002. године у граду је живело 119.132 становника.
Галац и Браила, као два блиска румунска велеграда, удаљена свега 15ак км, чине двограђе, познато као Кантемир. Ова урбана зона је друга по величини у држави, после "Великог Букурешта".

## Географија
Браила се налази се у области крајње источном делу покрајине Влашке, у области Мунтенија, на обали Дунава, 20 km од града Галац, који припада покрајини Молдавији. Ова два града чине двограђе.
Град лежи у Влашкој низији. Браила се налази на Дунаву, захваљјући коме се развио као значајна лука кроз историју.

## Историја
Браила је доживела највећи процват у 19. и почетком 20. века када је била једна од најважнијих лука на Дунаву. Године 1858. град је страдао у великом пожару. После Румунске револуције 1989, град је ушао у период економског опадања.

## Срби у Браили
Током 16. и 17. века забележено је много Дубровчана трговаца, у "Ибраилу", али и другим румунским градовима.
У "Ибраилу" (Браили) је било много страних трговаца, нарочито са оближње бугарске стране. Помињу се као пренумеранти једне књиге у Букурешту, браћа Аврамовић велико купци у Ибраилу, са узетих пет егземплара. Такође је у пункту у Ибраилу још читалаца српских: браћа Петровићи купци, Тодор Милановић.
Друго приликом српску књигу у Букурешту узима: Видослав Милутиновић ибраилски купец.
Судећи по њиховим презименима, из списка пренумераната у једној бугарској историјској књизи, из 1836. године, која се завршавају са "ић", произилази да су то били још увек Срби, али на путу губитка националног идентитета. Од педесетак претплатника, за које се каже да су из Шумена, Сливена, Љаскова, Котела, Гиоргева, Габрова, Градеца, Јамбола, Тича, Казана, Карнобата, Разграда, Панађуришта и Букурешта, само тројица немају српско обележје, већ цинцарско. Типичних бугарских презимена ту нема. А списак почиње са читаоцима: Априловићем, Табаковићем, Соколовићем, Христовићем, Хараламповићем, Дојчиновићем, Недељковићем, Дечовићем, Радовићем, Јовановићем...
Славни српски богаташ и добротвор, трговац и бродовласник "Капетан Миша" - Миша Анастасијевић имао је ту за потребе трговине једно велико складиште (магазу) робе.
Новоде се житељи "Ибраил"-а, читаоци "Цариградског весника" (гласило бугарског егзарха) 1857. године који су помогли новчано бугарско "училишће" (школу) у Карлову: дописник Михаило Поповић, Ангел Кановић, Георгије Петровић, Георгије Неновић.
Давидовићева књига о српској историји стигла је и у Браилу 1846. године код тамошњих Срба читалаца: скупљач претплате Тодор Павловић, Јова Марцикић трговац житарски родом из Кузмина, Милош Владисављевић дјеловодитељ Вапора аустријског, Василије А. Милиновић учитељ родом из Боке Которске, са својим ученицима - Ангел Сава Ловчели, Глигориј Епитес, Николај Куртовић, Димитрије Василијевић, Атанасије Тодоровић, Гаврил Хаџи Денко, Михаил Поповић, Константин П. Вилен и један читалац Србин са стране. Исту књигу су купила и двојица анонимних трговаца из Браиле - у Свиштову.
Његошево дело о црногорском авантуристи, који се лажно представљао као руски цар, набавио је 1851. године В. Милиновић из Браиле. Купци Вуковог речника 1852. године били су Срби, становници "Ибраила": браћа Петровићи, Тодор Милановић, Иван Марцикић, Коста Поповић и Михајло Поповић. Исте године исти пренумеранти узели су и преведену на српски Лафонтенову књигу "Федор и Марија". Наводе се житељи "Ибраил"-а, читаоци "Цариградског весника" (гласило бугарског егзарха) 1857. године који су помогли новчано бугарско "училишће" (школу) у Карлову: дописник Михаило Поповић, Ангел Кановић, Георгије Петровић, Георгије Неновић.
Књигу о црногорским гуслама и јуначким песмама штампану у Београду 1870. године узели су и Срби из Браиле: Марко Иванишевић скупљач претплате, затим читаоци - Нико Иванишевић, Милош Јовановић, Ђорђе Палалић, Божина Станков, Михаил Ђорђевић, Тодор Гојковић, Богдан Лучић, Милан Мишковић, Спиро Дабовић и Јаков Ристић. Дело са астрономском тематиком, преведено на бугарски језик, купили су и читаоци из Браиле: Петраки Димовић, Веселин Стратовић, те ученици - Стилијан Стефановић, Тодор Стојановић, Стојан Петровић, Георги Сабовић, Методи Димовић и Николчо Лазаровић.

## Становништво
| 2011.   |
| ------- |
| 180.302 |

Матични Румуни чине већину градског становништва, а од мањина присутни су једино Роми.

## Знаменитости
Браила је позната по добро очуваном градском језгру и велелепним црквама.

## Партнерски градови
- Кале
- Аргостоли
- Денизли
- Плевен
- Катерини
- Битољ
- Кавадарци
- Nilüfer